# Centroscyllium ornatum
Centroscyllium ornatum  (лат.) — вид акул рода чёрных собачьих акул семейства Etmopteridae отряда катранообразных. Они обитают в Индийском океане на глубине от 521 до 1262 м. Максимальный зарегистрированный размер 30 см. У них плотное тело чёрного цвета, у основания обоих спинных плавников имеются заметные шипы. Анальный плавник отсутствует. Коммерческой ценности не имеют.

## Таксономия
Впервые вид научно описал в 1889 году британский зоолог Альфред Уильям Алкок. Видовое название происходит от слова лат. ornatus — «богато украшенный», «витиеватый».

## Ареал
Centroscyllium ornatum обитают в северной части Индийского океана в Аравийском море и Бенгальском заливе, у берегов Бангладеш, Индии, Мьянмы и Пакистана. Они встречаются на материковом склоне у дна на глубине от 521 до 1262 м.

## Описание
Максимальный зарегистрированный размер составляет 30 см. У этих акул плотное, сдавленное с боков тело с довольно длинной головой. Рыло в виде широкой арки. Расстояние от кончика рыла до рта приблизительно равно половине расстояния от рта до основания грудных плавников. Крупные овальные глаза вытянуты по горизонтали. Позади глаз имеются крошечные брызгальца. У основания обоих спинных плавников расположены рифлёные шипы. Второй спинной плавник немного крупнее первого. Свободный конец второго спинного плавника заострён. Грудные плавники маленькие и закруглённые. Хвостовой стебель довольно длинный, верхняя лопасть удлинена, нижняя неразвита. По бокам кожа плотно покрыта плакоидными чешуйками конической формы с крючком на конце. Окрас ровного чёрного цвета.

## Биология
Centroscyllium ornatum размножаются яйцеживорождением.

## Взаимодействие с человеком
Вид не представляет опасности для человека, не имеет коммерческой ценности. Вероятно, в качестве прилова попадает в коммерческие глубоководные сети. Данных для оценки Международным союзом охраны природы статуса сохранности вида недостаточно.